# Miconia verrucosa
Miconia verrucosa är en tvåhjärtbladig växtart som beskrevs av Célestin Alfred Cogniaux. Miconia verrucosa ingår i släktet Miconia och familjen Melastomataceae.
Artens utbredningsområde är Colombia. Inga underarter finns listade i Catalogue of Life.